# The American Dream
The American Dream — четвёртый студийный альбом американской металкор/хардкор группы Walls of Jericho, выпущенный 29 июля 2008 года. В нём группа возвращается к своему типичному (после своего предыдущего акустического мини-альбома) и одновременно с этим более тяжёлому звучанию, чем на предыдущих альбомах группы.

## Список композиций
1. «The new Ministry» — 2:41
2. «II. The Prey» — 2:40
3. «The american Dream» — 3:16
4. «Feeding Frenzy» — 3:53
5. «I. The Hunter» — 2:18
6. «Famous last Words» — 1:45
7. «A long walk Home» — 3:16
8. «III. Shock of the Century» — 2:44
9. «Discovery of Jones» — 4:14
10. «Standing on paper Stilts» — 2:32
11. «Night of a thousand Torches» — 2:59
12. «The slaughter Begins» — 3:40

## Участники записи
- Кэндес Каксалэйн — вокал
- Крис Роусон — гитара
- Майк Хасти — гитара
- Аарон Руби — бас-гитара
- Дастин Шоенхофер — ударные